# アサノ不燃木材
株式会社アサノ不燃（アサノふねん）は、東京都江東区に本社を置く企業。不燃木材の製造を行う。

## 製品
木材や建具などにホウ酸塩系薬剤を加圧含浸させ、不燃性を持たせた製品を製造・販売するほか、不燃化技術による新技術・新製品の開発を行う。同社の不燃木材は浅野成昭が開発し、2001年に日本で初めて国土交通省から不燃材料の認定を受けた。
主な納入実績として、地下構造物の汐留駅、超高層建築物の秋葉原UDX、鉄道車両の海幸山幸などに採用されている。2006年には新日本様式100選の認定を受けた。
ブランド名の「セルフネン」は、セルロースと不燃との合成語である。